# إيلي عمير
إيلي عمير (عبرية،אלי עמיר) هو كاتب وناشط إسرائيلي/عراقي ولد في بغداد في 26 سبتمبر/أيلول عام 1937م وقد هاجر مع أسرته من العراق إلى إسرائيل عام 1950م وتم توطينهم في كيبوتز مشمار هاعيمك. لعمير العديد من الكتب والروايات باللغة العبرية لكن من أهم نتاجاته بالعربية رواية «ياسمين» التي طبعت في مصر عام 2007م.

## روابط خارجية
- إيلي عمير على موقع IMDb (الإنجليزية)
- إيلي عمير على موقع مونزينجر (الألمانية)